# 新潟県立紫雲寺記念公園
紫雲寺記念公園（しうんじきねんこうえん）は新潟県新発田市にある県立の都市公園（広域公園）である。紫雲寺記念公園プロモーションパートナーが指定管理者として管理運営を行っている。

## 沿革
- 1986年（昭和61年） - 昭和天皇御在位60年記念事業に指定される[3]。
- 1988年（昭和63年） - 都市計画決定、事業認可、基本設計策定、用地買収着手[3]。
- 1990年（平成2年） - 供用開始（10.1 ha）[3]
- 2010年（平成22年） - 全面供用（82.4 ha）[3]
- 2020年（令和2年）2月 - 老朽化のため遊具を撤去[4]
- 2022年（令和4年）
  - 3月 - リニューアル工事開始[4]
  - 7月16日 - 大型遊具が完成し一般利用開放[4]。

本公園をふくむ海浜部一帯では、阿賀北海洋レクリエーション地域整備計画及び紫雲寺町海洋性レクリエーション基地整備構想が推進されている。

## 施設

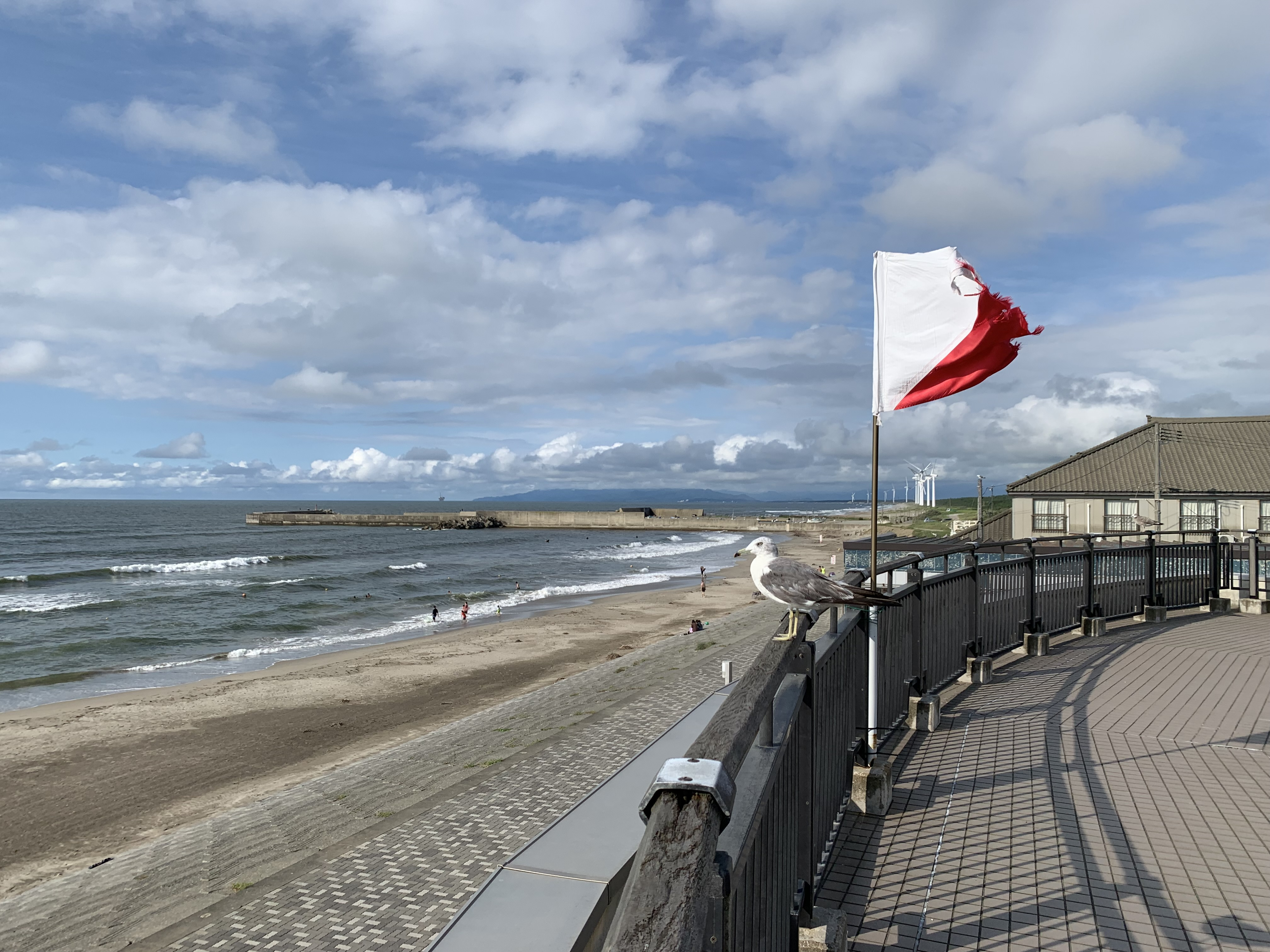
藤塚浜海水浴場

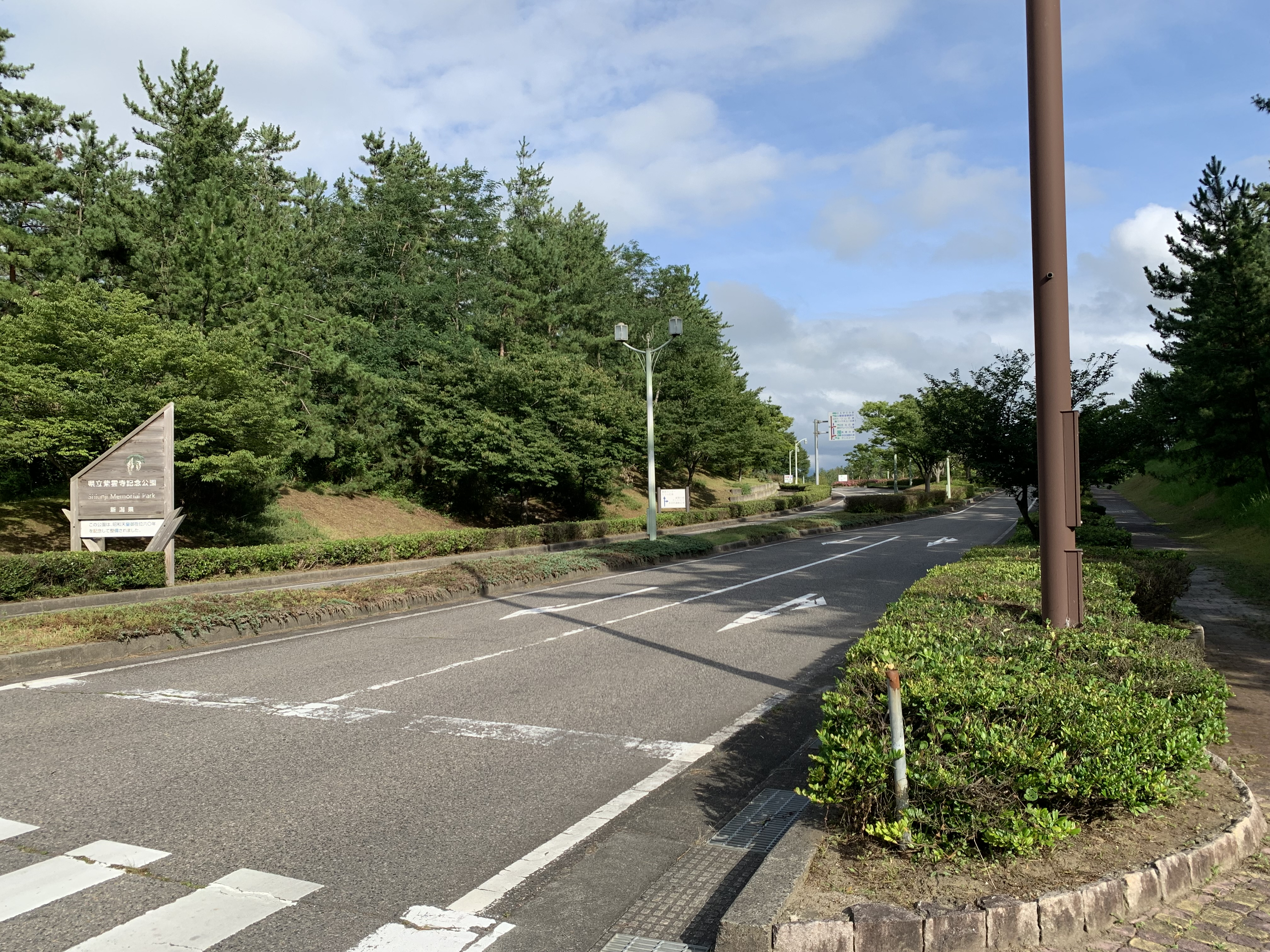
入り口の看板

「海水浴・親水」「海岸森林浴と憩い」「健康運動」「文化交流と憩い」「自然観察・研究」の特色を持つ5つのゾーンから成り、様々な施設が設けられている。
主な施設
- 藤塚浜海水浴場
- オートキャンプ場
- チューリップ広場
- 散策路

### 新潟県愛鳥センター紫雲寺さえずりの里
県内の傷病鳥獣の収容を行う施設であり、自然や野生鳥獣に対する知識を深め、保護思想の普及と啓発を図る役割も持つ。
館内では様々な展示が行われており、周辺には探鳥路と呼ばれる散策路が整備されている。

### 紫雲の郷
2002年（平成14年）4月に温泉活用施設がオープンし、同年5月に屋内運動施設がグランドオープンした。施設は新発田市が管理している。
2024年（令和6年）4月1日、前年度まで紫雲の郷館の指定管理者となっていた株式会社紫雲寺記念館（1996年5月設立）の指定期間が満了となり、同社は自己破産する方針を固めたと報じられ、レストランと物販、宿泊施設は同4月1日から営業を停止した。温浴施設については新発田市直営の施設として営業を継続する。

## 交通
2021年7月現在の情報を掲載する。
- JR新発田駅前2番バスのりば[11]から新潟交通観光バス 藤塚浜・金竜橋行（所要約35分）を利用し、「須貝医院前」または「上新町」下車後、徒歩約5～10分[12]
- 紫雲の郷団体利用の場合は無料送迎バスも利用可能[13]。